# Contrôle des comptes publics
Le contrôle des comptes publics est l’audit de la gestion financière des institutions publiques par une institution politique non partisane, dépendant dans certains pays du parlement. On parle de justice financière quand cette fonction est remplie par des tribunaux.
On désigne sous l'appellation Institution supérieure de contrôle des finances publiques (ISC, Supreme Audit Institution, SAI en anglais) la plus haute autorité de contrôle des finances publiques de chaque pays et de l'Union européenne. Les Institutions Supérieures de Contrôle des Finances Publiques sont membres de l'INTOSAI.

## Liste d’institutions chargées du contrôle des comptes publics
| Pays                | Institution                                                                        | Responsable |
| ------------------- | ---------------------------------------------------------------------------------- | --- |
| Afrique du Sud      | Bureau du vérificateur général (Office of the Auditor-General)                     | Vérificateur général d'Afrique du Sud (Auditor-General of South Africa)                                                                             |
| Algérie             | Cour des comptes                                                                   | Président de la Cour des comptes |
| Allemagne           | Cour fédérale des comptes (Bundesrechnungshof)                                     | Président de la Cour fédérale des comptes |
| Australie           | Bureau national d'audit (National Audit Office)                                    | Auditeur général d’Australie (Auditor General of Australia)                                                                                         |
| Autriche            | Cour des comptes                                                                   | Président de la Cour des comptes |
| Belgique            | Cour des comptes                                                                   | Premier président de la Cour des comptes |
| Bénin               | Chambre des comptes de la Cour suprême                                             | Président de la chambre des comptes |
| Brésil              | Tribunal des comptes de l'Union (Tribunal de Contas da União)                      | Président du Tribunal des comptes de l'Union |
| Canada              | Bureau du vérificateur général du Canada (Office of the Auditor General of Canada) | Vérificateur général du Canada (Auditor General of Canada)                                                                                          |
| Chine               | Bureau national d'audit                                                            | Auditeur général de Chine |
| Colombie            | Contraloría General de la República de Colombia                                    | Contrôleur général de Colombie |
| Corée du Sud        | Commission d'audit et d'inspection                                                 | Président de la commission d'audit et d'inspection                                                                                                  |
| Côte d'Ivoire       | Chambre des comptes                                                                | Président de la Chambre des comptes |
| Cuba                | Ministère de l'Audit et du Contrôle                                                | Ministre de l'Audit et du Contrôle |
| Égypte              | Organisation centrale d'audit                                                      | Président de l'organisation centrale d'audit |
| Émirats arabes unis | Institution d'État d'audit                                                         | Président d'institution d'État d'audit |
| Espagne             | Tribunal des comptes (Tribunal de Cuentas)                                         | Président du Tribunal des comptes |
| États-Unis          | Government Accountability Office                                                   | Contrôleur général des États-Unis (Comptroller General of the United States)                                                                        |
| Union européenne    | Cour des comptes européenne                                                        | Président de la Cour des comptes |
| France              | Cour des comptes                                                                   | Premier président de la Cour des comptes |
| Hongrie             | Bureau d'État d'audit (Állami Számvevőszék)                                        | Président du bureau d'État d'audit |
| Inde                | Bureau du contrôleur et vérificateur général                                       | Contrôleur et vérificateur général d'Inde |
| Israël              | Bureau du contrôleur d'État                                                        | Contrôleur d'État d'Israël |
| Italie              | Cour des comptes (Corte dei conti)                                                 | Président de la Cour des comptes |
| Japon               | Conseil d'audit (会計検査院)                                                       | Président du Conseil d'audit |
| Luxembourg          | Cour des comptes                                                                   | Président de la Cour des comptes |
| Kenya               | Bureau du contrôleur et vérificateur général                                       | Contrôleur et vérificateur général |
| Mali                | Section des comptes de la Cour suprême                                             | Vérificateur général du Mali |
| Maroc               | Cour des comptes                                                                   | Président de la Cour des comptes |
| Mauritanie          | Cour des comptes                                                                   | Président de la Cour des comptes |
| Mexique             | Contraloría General de la República                                                | Contralor General de Mexico |
| Niger               | Chambre des comptes de la Cour suprême                                             | Président de la Chambre des comptes |
| Pakistan            | Organisation d'audit                                                               | Auditeur général du Pakistan |
| Pays-Bas            | Chambre générale des comptes (Algemene Rekenkamer)                                 | Président de la Chambre générale des comptes |
| Pérou               | Contraloría General de la República                                                | Contralor General del Perú |
| Philippines         | Commission d'audit (Komisyon ng Pagsusuri)                                         | Président de la commission d'audit |
| Royaume-Uni         | Bureau national de vérification (National Audit Office)                            | Contrôleur et vérificateur général (Comptroller General of the Receipt and Issue of Her Majesty's Exchequer and Auditor General of Public Accounts) |
| Paraguay            | Contraloría General de la República                                                | Contralor General del Paraguay |
| Portugal            | Tribunal des comptes (Tribunal de Contas)                                          | Président du Tribunal des comptes |
| Sénégal             | Cour des comptes                                                                   | Premier président de la Cour des comptes |
| Sri Lanka           | Département de l'auditeur général                                                  | Auditeur général du Sri Lanka |
| Suède               | Direction nationale du contrôle de la gestion publique (Riksrevisionen)            | Vérificateurs généraux de Suède |
| Suisse              | Contrôle fédéral des finances                                                      | Directeur du Contrôle fédéral des finances |
| Taïwan              | Yuan de contrôle                                                                   | Président du Yuan de contrôle |
| Togo                | Inspection générale d'État                                                         | Inspecteur général d'État |
| Tunisie             | Cour des comptes                                                                   | Premier président de la Cour des comptes |
| Uruguay             | Tribunal des comptes                                                               | Président du Tribunal des comptes |